# Okręty typu Independence
Okręty typu Independence, również okręty walki przybrzeżnej typu Independence – seria amerykańskich okrętów w układzie trimarana, stworzonych do walki na wodach przybrzeżnych w ramach programu Littoral Combat Ship (LCS). Są to szybkie okręty o napędzie konwencjonalnym i bardzo wysokiej manewrowości, przeznaczone w pierwszej kolejności do operacji na wodach płytkich i przybrzeżnych.

## Historia
Pierwszym bodźcem wymuszającym rozpoczęcie prac nad nową klasą okrętów zdolną do walki na wodach płytkich jak i do walki asymetrycznej był atak terrorystyczny z 12 października 2000 roku na stojący w porcie Aden w Jemenie niszczyciel rakietowy USS Cole (DDG-67), w wyniku którego zginęło 17 marynarzy, a rannych zostało 39 innych. Dodatkowo po wydarzeniach z 11 września 2001 roku, w wyniku prowadzonych operacji odwetowych okazało się, że ówczesna koncepcja prowadzenia walki przez US Navy nie była przystosowana do działań asymetrycznych. Rozpoczęto tym samym realizację programów nowych okrętów – krążowników typu CG(X) oraz niszczyciele typu DDG(X). Jednak rosnące koszta realizacji nowych projektów spowodowały, że program CG(X) zarzucono, a DDG(X) ograniczono finalnie do 3 jednostek typoszeregu.
Planowano zbudować nowe fregaty, które miały by zastąpić wówczas używane typu Oliver Hazard Perry, jednak ostatecznie z realizacji projektu nowych fregat rakietowych zrezygnowano na rzecz okrętów do działań przybrzeżnych klasy LCS (Littoral Combat Ship). W wyniku prac koncepcyjnych rozpoczętych w październiku 2001 opracowano szczegółowe wymagania techniczne dla nowych. Oprócz dużej prędkości i zwrotności, okręty miały być zbudowane w technologii modułowej, która miała umożliwiać szybkie dostosowanie okrętów do konkretnych misji. Prace nad nowymi prototypowymi okrętami zlecono koncernom zbrojeniowym General Dynamics (typ Independence) i Lockheed Martin (typ Freedom). Szybkie tempo opracowania całego projektu przy zachowaniu niewielkich kosztów miało być osiągnięte dzięki wykorzystaniu przy budowie okrętów technologii opracowanych na potrzeby rynku cywilnego. Jednostki prototypowe, opracowywane niezależnie, miały zostać poddane testom porównawczym, które miały zadecydować o złożeniu zamówień budowę jednostek seryjnych. Finalnie zdecydowano się wybrać produkty obu firm.
W odpowiedzi na program LCS, firmy General Dynamics oraz Austal zaproponowali przybrzeżny okręt bojowy typu Independence, oparty na kadłubie trimarana. General Dynamics otrzymał kontrakt na okręt prototypowy USS „Independence”, w październiku 2005 roku. Stępkę pod jednostkę położono w styczniu 2006 roku w stoczni Austal USA w Mobile w stanie Alabama. Okręt zwodowano w kwietniu 2008 i ochrzczono w październiku tego samego roku. Prototyp przeszedł próby morskie w październiku 2009 roku i został dostarczony do US Navy w grudniu 2009 roku. Do służby USS „Independence” wcielony został w styczniu 2010 roku. Łącznie powstać mają 19 okrętów typoszeregu z czego obecnie w służbie znajduje się 11 jednostek.
20 czerwca 2020 US Navy poinformowała, że ze służby zostanie wycofane zostaną pierwsze cztery typu Freedom i dwa typu Independence. Powodem wycofania stosunkowo nowych jednostek, będących w służbie maksymalnie 11 lat, jest fakt, iż okręty był mocno zużyty oraz to, że pierwsze jednostki serii LCS, będące okrętami prototypowymi, posiadają zupełnie inny pakiet wyposażenia w odróżnieniu od seryjnych okrętów. 29 lipca 2021 roku odbyła się uroczystość wycofania pierwszego okrętu ze służby – USS „Independence”.

## Konstrukcja

### Opis ogólny

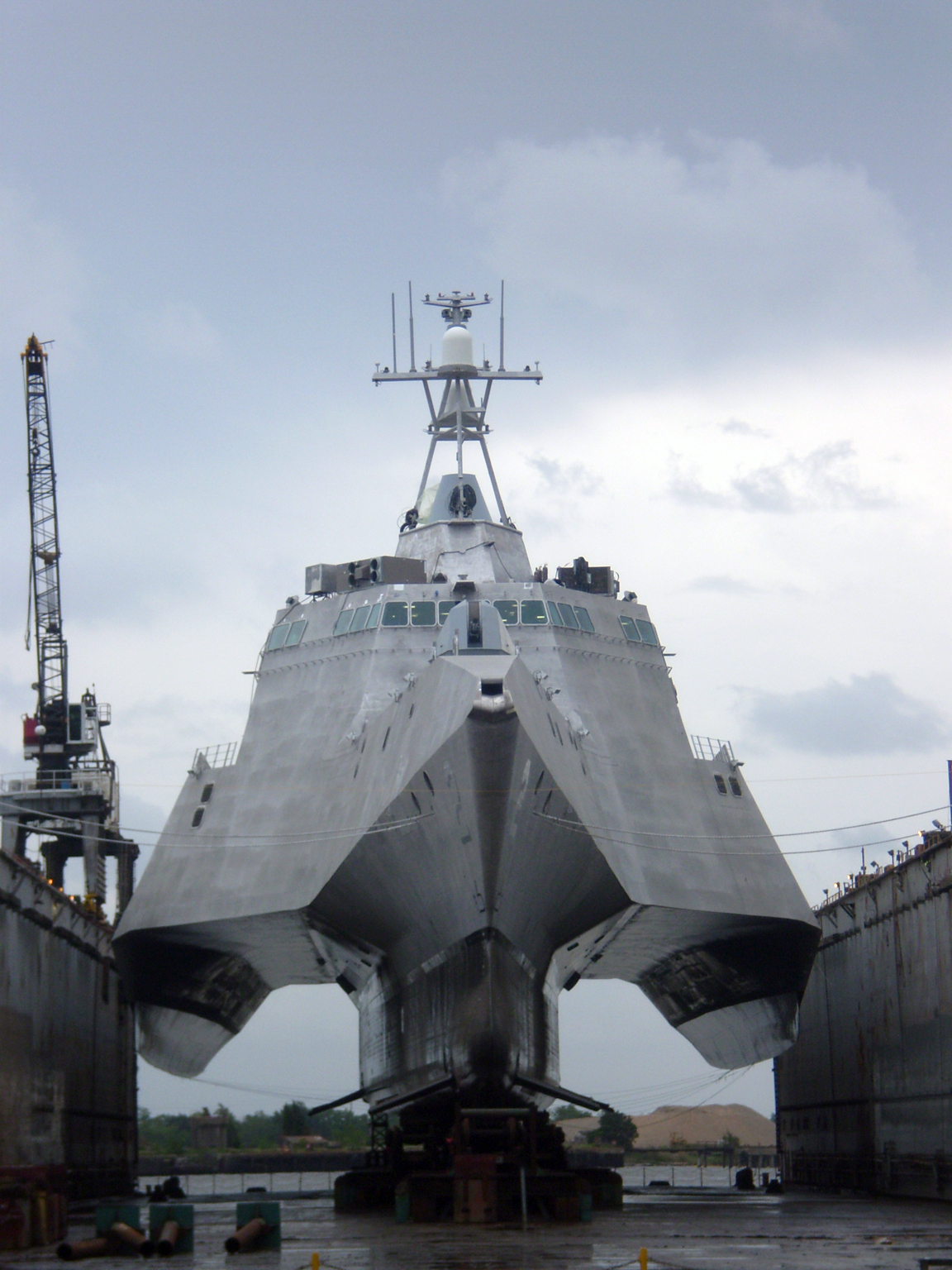
USS „Independence” na doku, widoczny jest układ trimarana w jakim zbudowane są okręty

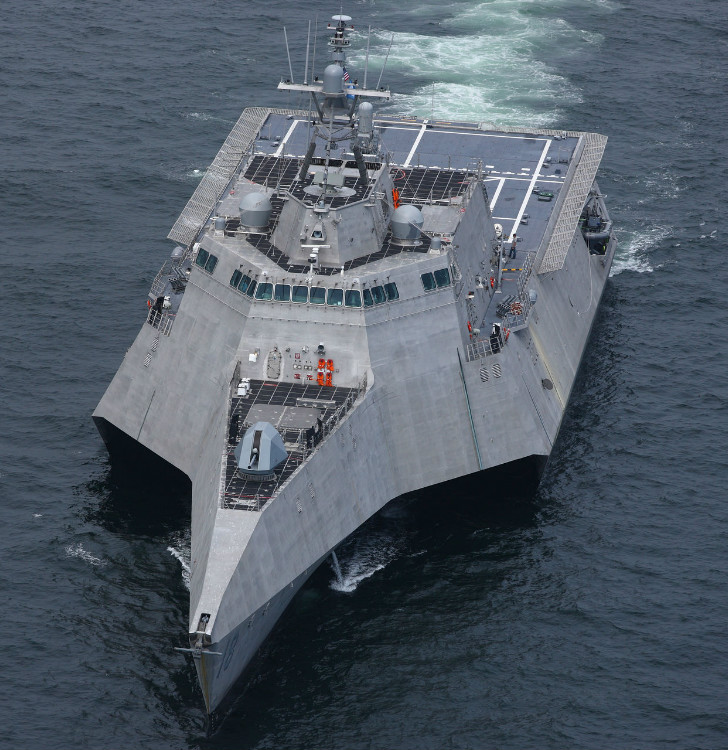
Widok na okręty typu Independence z lotu ptaka

Okręty typu Independence są okrętami zbudowanymi w układzie trimarana. Kadłub okrętów mierzy 127 metrów. Największa szerokość wynosi 31,4 metra zaś zanurzenie to 4,5 metra. Jednostki posiadają wyporność standardową wynoszącą 2307 ton, zaś pełna wyporność bojowa to 3353 ton. Zarówno kadłub jak i nadbudówka wykonana jest w całości ze stopów aluminium. Okręty nie są opancerzone, jednak posiadają opcję zamontowania dodatkowych modułów pancerza DAPS.
Jednostki zbudowano na bazie trimarana, więc posiadają one konstrukcję trójkadłubową. Dysponują one trzema, połączonymi sztywno kadłubami, które umieszczone są równolegle wobec siebie. Kadłub środkowy (centralny) wybudowany został w sposób modułowy, posiadający cztery pokłady. Sam centralny kadłub podzielony jest na 15 przedziałów za pomocą 14 grodzi wodoszczelnych. Burty kadłuba, będącymi de facto rodzajem pływaków bocznych, zbudowane są z kilku płaszczyzn złączonych pod dużymi kątami co nadaje okrętom właściwości stealth, oraz zwiększa ich dzielność morską. Burty są przy tym gładkie, pozbawione różnego rodzajów otworów technicznych.
Nadbudówka umiejscowiona jest w centralnej części okrętu. Zbudowana jest jako jedna, zwarta konstrukcja, dzieląc się na dwie części. W pierwszej części znajduje się mostek nawigacyjny, na którego dachu znajdują się systemy obserwacji oraz maszt na którym umieszczony jest m.in. radar Sea Giraffe. Z tyłu znajdują się przewody kominowe. Druga część nadbudówki tworzy śródokręcie, które przechodzi w hangar lotniczy z dwiema bramami segmentowymi (jedną większą, a drugą mniejszą). 
W sekcji rufowej znajduje się duży pokład lotniczy, zaś pod nim znajduje się specjalna rampa oraz dok wody, służący do przechowywania łodzi motorowych oraz pojazdów podwodnych. Dodatkowo łodzie motorowe mogą być opuszczane i podnoszone za pomocą ramp bocznych typu roll on/off.

### Siłownia okrętowa
Na napęd okrętów Independence składają się dwie turbiny gazowe General Electric LM-2500 o łącznej mocy 62 000 kW oraz dwa silniki Diesla MTU Friedrichshafen 20V 8000, generujące łączną moc wynoszącą 17 200 kW. Siłownia zbudowana jest w układzie CODAG. Energię elektryczną zapewniają cztery agregaty MTU 8V 39 o mocy 750 kW każdy. Całość napędza cztery pędniki strugowodne Rolls-Royce KaMeWa. Okręty posiadają także jeden, chowany w dziobie pędnik napędu pomocniczego. Tak skonfigurowana siłownia okrętowa pozwala na osiągnięcie maksymalnej prędkości wynoszącej 44 węzłów. Zasięg jednostek wynosi 4345 mil morskich przy prędkości 18 węzłów.

### Wyposażenie elektroniczne
Okręty wyposażone są w trójwspółrzędny, wielofunkcyjny radar średniego zasięgu Saab Sea Giraffe AMB 3D (w USA oznaczony jako AN/SPS-77v1), pracujący w paśmie C oraz paśmie G. Radar ten posiada antenę pasywnego skanowania elektronicznego (PESA), umieszczoną w specjalnej kopule. Stacja radiolokacyjna, zależnie od trybu pracy, dysponuje zasięgiem wynoszącym do 180 km oraz pułapem do 20 000 metrów. Kąty pracy radaru wynoszą od 0–70°. Dodatkowo radar ten posiada funkcję śledzenia toru balistycznego pocisków i rakiet co pozwala zlokalizować stanowisko ogniowe.
Poza głównym radarem, służącym również do kierowania ogniem, okręty posiadają system AN/KAX-2 wraz ze stabilizowaną głowicą optoelektroniczną SeaFLIR II dysponującą kamerą termowizyjną oraz systemem obserwacji w podczerwieni. System AN/KAX-2 służy do kierowania ogniem zestawów artyleryjskich CIGS kalibru 30 mm dla armat Mk 46 Mod.2 Bushmaster II, w wypadku zainstalowania modułu CIGS na okręcie oraz do wspomagania naprowadzania własnych statków powietrznych.
Dodatkowo okręty Independence posiadają system walki elektronicznej (WRE) EDO Corporation CS-3701 TRSS. W skład kompleksu WRE wchodzą odbiornik emisji sygnałów radarowych i elektronicznych (ECM) oraz system RWR (Radar Warning Receiver) ostrzegający o opromieniowywaniu jednostek falą radarową. Okręty wyposażono także w system IFF, który w połączeniu z kompleksem walki elektronicznej współpracują z kompleksem obrony przeciwlotniczej okrętu. Układ WRE wspiera dodatkowo system EC-3601, składającym się z pasywnych odbiorników emisji sygnałów radarowych i elektronicznych, odbiornika RWR, oraz aktywnego podsystemu Terma EW.
Okręty wyposażone są w system SKWS (Soft-Kill Weapon System) Terma Mk 137 dla czterech zestawów, sześciu moździerzy wyrzutni celów pozornych Mk 36 SRBOC oraz radary nawigacyjne Sperry Marine BridgeMaster E.
Podczas projektowania postawiono na sieciocentryczność jednostek opartą na wymianie danych pomiędzy zarówno własnymi jednostkami, jak i sojuszniczymi. Okręty te posiadają taktyczny system wymiany danych NTDS (Naval Tactical Data System) składających się z łącz danych Link 1TDL, Link 11 oraz Link 16. Całość zintegrowana jest z systemem wspierania dowodzenia C4ISR. Dodatkowo w skład systemu wchodzą systemy łączności radiowej, satelitarnej SATCOM, cywilnej komunikacji satelitarnej INMARSAT oraz nawigacji satelitarnej NAVSAT.

### Uzbrojenie

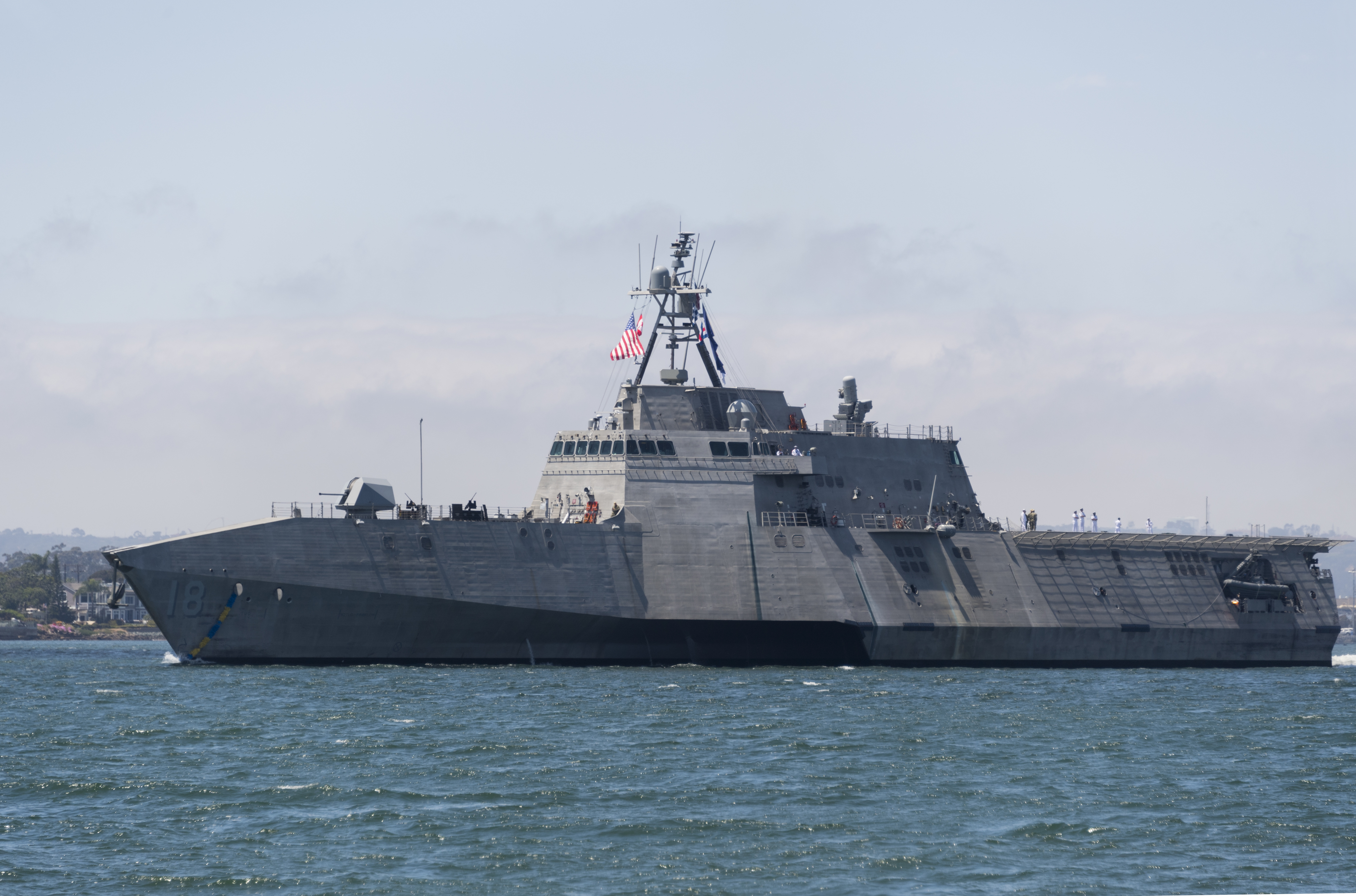
USS „Charleston”, na rufie widoczny jest system SeaRAM, zaś na dziobie armata Mk 110 kal. 57 mm

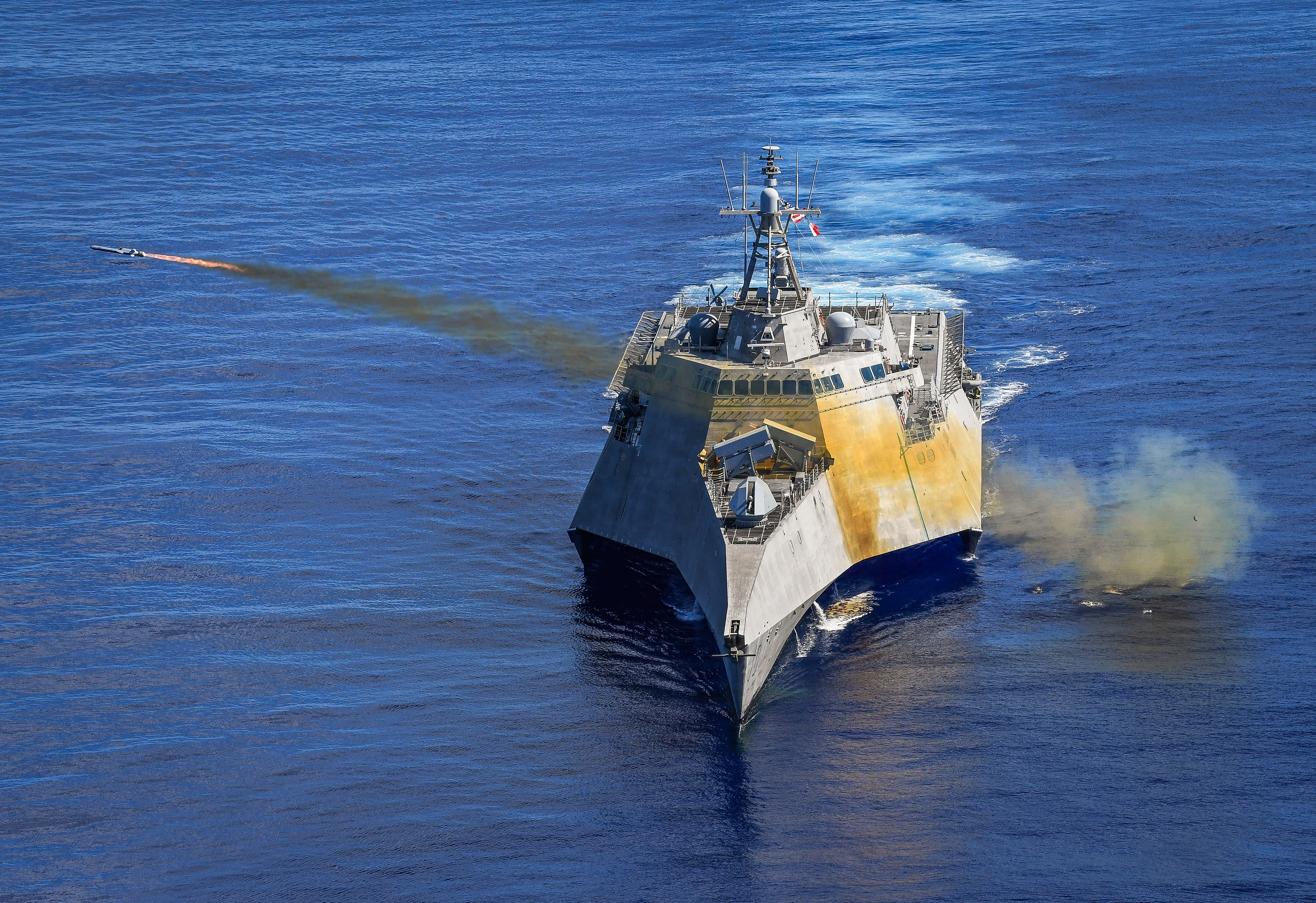
Strzelanie pociskami NSM z pokładu USS „Gabrielle Giffords”

Jednym z głównych założeń podczas projektowania jednostek LCS było modułowe, wymienne uzbrojenie montowane zależnie od wykonywanej misji, dlatego stałe uzbrojenie okrętów typu Independence jest relatywnie słabe. Stanowi je morska armata uniwersalna Bofors Mk 110 L/70 kalibru 57 mm, będąca jednocześnie głównym uzbrojeniem okrętów tego typu. Uzbrojenie przeciwlotnicze składa się z pojedynczego zestawu Raytheon SeaRAM dla 11 pocisków bliskiego zasięgu RIM-116 Rolling Airframe Missile. Dodatkowo całość uzupełniają cztery wielkokalibrowe karabiny maszynowe M2HB kalibru 12,7 mm. Okręty posiadają jednak dodatkowo miejsce po bokach wyspy, gdzie znajduje się maszt na montaż systemu artyleryjskiego CIGS Mk 46 Bushmaster II kalibru 30 mm, po jednej armacie na każdą burtę.

#### Moduły misji
Projektując okręty skupiono się na zastosowaniu przy ich budowie konstrukcji modułowej, pozwalającej na montaż danego typu uzbrojenia zależnie od wykonywanej misji. Zaprojektowano trzy oddzielne moduły uzbrojenia przeznaczone do niszczenia min morskich – Mine Warfare (MIW), zwalczania okrętów podwodnych Anti-submarine Warfare (ASW) oraz moduł przeznaczony do zwalczania okrętów nawodnych przeciwnika Surface Warfare (SUW). Każdy moduł wnosi dodatkowe uzbrojenie okrętowe. Jednostki pozbawione modułów uzbrojenia ograniczają się jedynie o funkcji patrolowej.
Każdy moduł uzbrojenia miał być montowany i dostarczany na okręty zależnie od pełnionej misji wraz z obsługą systemów. Jednak problemem jednostek, jak i samych modułów jest to, że żaden z systemów walki nie został ukończony do dziś, przez co okręty ograniczają się do pełnienia funkcji patrolowych i zwalczania piractwa. 
- Mine Warfare (moduł MCM), zawiera wiele elementów przeciwpodwodnych w tym AN/WLD-1 Remote Minehunting UUV System – bezzałogowy zdalnie sterowany pojazd przeciwminowy, AN/AQS-20A – holowany sonar i inne czujniki do wykrywania min, Organic Airborne Surface Influence Sweep (OASIS), Airborne Laser Mine Detection System (AES-1 ALMDS), Airborne Mine Neutralization System (AMNS), Rapid Airborne Mine Clearance System (RAMICS)[10][20].
- Anti-submarine Warfare (ASW, moduł ASM), pakiet uzbrojenia i wyposażenia przeznaczonego do poszukiwania, wykrywania oraz zwalczania wrogich okrętów podwodnych. Składa się z systemu obserwacji przestrzeni podwodnej SEA TALON, stacji hydroakustycznej niskiej częstotliwości Thales CAPTAS 4 lub TB-37. Dodatkowo istnieje możliwość montażu modułu pasywnego i aktywnego zwalczania torped[10][20].
- Surface Warfare (moduł SUW), składa się z dziobowego modułu SSMM z 24-komorową wyrzutnią M299 VLS dla pocisków AGM-114L Hellfire lub dwóch 2-prowadnicowych wyrzutni przeciwokrętowych pocisków manewrujących RGM-84 Block 1C lub od ośmiu do dwunastu jednoprowadnicowych kontenerów z pociskami Naval Strike Missile lub też dwie armaty morskie systemu CIGS Mk 46[10][20].

### Komponent lotniczy
Okręty typu Independence dysponują bardzo dużym pokładem lotniczym o powierzchni 1412 m² co pozwala przyjąć duże śmigłowce. Okręty posiadają obszerny hangar lotniczy z dwiema bramami segmentowymi, z których jedna jest większa – przeznaczona do obsługi śmigłowców pokładowych i mniejszą, służącą do obsługi bezałogowych statków powietrznych (BSP). Jednostki wyposażone są w system wspomagający starty i lądowania RAST (Recovery Assist, Secure and Traverse System).
Grupę powietrzną okrętów stanowią 1–2 śmigłowce Sikorsky MH-60R/S Seahawk, uzbrojone w inteligentne bomby głębinowe ASV, 2–3 lekkie torpedy akustyczne Mk 50 Barracuda lub Mk 54 SAKO, karabin maszynowy kal. 7,62 mm oraz jeden pocisk powietrze-woda Penguin. Śmigłowce mogą zostać wyposażone także w uzbrojenie przeznaczone do zwalczania celów lądowych jak i nawodnych. Drugim typem statków powietrznych bazujących na jednostkach są BSP MQ-8 Fire Scout. 